# Jesús Sosa Blanco
Jesús Sosa Blanco (Jaruco, Cuba, 25 de diciembre de 1907-La Habana, Cuba, 18 de febrero de 1959) fue coronel del ejército cubano al mando de Fulgencio Batista.

## Carrera
Sosa Blanco era Mayor en las Fuerzas Armadas de Cuba. Se casò con Amelia, y tuvo 2 hijas llamadas Magdalena Sosa y Eunice. Sus vecinos lo consideraban un padre y esposo ejemplar. Como militar era temido entre la población y era famosa su frase "¿Qué pasa si Sosa pasa?". Al triunfo de la Revolución cubana fue arrestado en el Hospital Militar donde lo estaban atendiente por una molestia en el ojo tras haberle caído pólvora.

## Juicio
Después de que Fidel Castro llegó al poder, Sosa fue arrestado y acusado de haber cometido 108 asesinatos para Fulgencio Batista. Se llevó a cabo un juicio en contra de Sosa, Ricardo Luis Guerra y Pedro Martínez Morejón. El juicio tuvo lugar en el Coliseo de la Ciudad Deportiva, ante 17.000 espectadores. Sosa fue juzgado públicamente en enero de 1959. El juicio fue televisado. El fiscal fue Jorge Serguera. Durante su juicio, Sosa sonrió y se rió de la multitud, que gritaba que lo fusilaran de inmediato. Sosa Blanco confronto al presidente del juicio Humberto Sorí Marín diciéndole:
"Este es el Coliseo de Roma. Conocí a valientes rebeldes en las montañas, no tipos como tú aquí. Lo único que haces es hablar".
Sosa negó los cargos que le imputaban. Unos 45 testigos declararon contra Sosa. Una mujer, María Jacinta Gálvez Martínez, dijo que masacró a casi toda una familia. Después de que uno de los hombres de Sosa se negó a abrir fuego contra la familia, hizo que lo ejecutaran también. Declaró sobre Sosa:
"¡Este es el peor criminal del mundo! Mató a todos los miembros de la familia Argote: mis vecinos".
La viuda de una de las víctimas de Sosa, Tomasa Batista Castillo, intentó abalanzarse sobre él diciéndole: "Te rogué que no mataras a mi marido por nuestros once hijos... Dijiste que los rebeldes podrían criarlos". Uno de los hombres de Sosa dijo que fue testigo de la masacre personal de su superior a 17 agricultores desarmados. Muchos testimonios fueron contradictorios y muchos no concretaban los hechos.
El abogado defensor Arístides D'Acosta era un abogado regular del ejército que había sido absuelto de cualquier participación en crímenes de guerra o conexiones con Fulgencio Batista. No cuestionó los cargos contra Sosa. Sin embargo, pidió clemencia. Arístides dijo que Cuba no tenía la pena capital cuando ocurrieron los crímenes, basando su defensa en el principio de no retroactividad de la ley penal, además alego que su cliente era un soldado que seguía órdenes durante una guerra civil.  El juicio duró 13 horas y la multitud se había reducido a unas 500 personas cuando finalmente se dictó la sentencia al amanecer. Sosa fue condenado a muerte, aunque su ejecución se retrasó para poder apelar. Los testigos presentados a testificar contra Sosa resultaronser tan poco fiables que el juicio fue suspendido.
Sosa tuvo una segunda audiencia el 18 de febrero de 1959. Durante su apelación, testigos adicionales lo implicaron en más delitos. Su condena y sentencia de muerte fueron confirmadas y dos días después fue ejecutado por un pelotón de fusilamiento. Unos 200 barbudos acudieron a ver su ejecución. El condenado fue trasladado en un pequeño autobús al foso seco e iluminado de la Fortaleza de San Carlos de La Cabaña, donde Herman Marks le quitó las esposas y lo condujo al lugar donde sería ejecutado. Según Marks, Sosa Blanco preguntó si podía dirigirse a la multitud con unas últimas palabras y luego dar él mismo las órdenes al pelotón de fusilamiento. Marks accedió. "Aunque estoy marcado como criminal", dijo Sosa Blanco, "he servido a mi gobierno lo mejor que he podido como oficial."
 

Antes de que le dispararan, Sosa dijo: "Te perdono y espero que tú me perdones". Sus últimas palabras fueron "Fuego". El mismo mes, 5 de los hombres de Sosa fueron ejecutados acusados de masacrar a 19 aldeanos. La forma en que se llevaron a cabo los juicios recibió críticas generalizadas fuera de Cuba. En respuesta, Fidel Castro dijo:
"Las críticas duelen cuando vienen de México, que una vez me dio asilo. Pero si 20 personas forman un buen jurado, ¿por qué miles de personas no forman un buen jurado?"
Deseó buena suerte a todos los reunidos y luego exclamó: «¡ Pelotón, atención! ¡Prepárense! ¡Apunte! ¡Fuego! ».

### Reacciones
Los informes de los medios estadounidenses sobre los juicios también fueron marcadamente negativos. Sin embargo, una minoría de periodistas y políticos defendió los juicios. Los congresistas demócratas Adam Clayton Powell Jr. y Charles O. Porter, a quienes Fidel Castro invitó como observadores, declararon que a pesar del ambiente de los juicios, no vieron "ninguna evidencia de injusticia". Castro dijo que las ejecuciones rápidas eran la única manera de evitar linchamientos masivos. Además acusó al régimen de Fulgencio Batista de haber asesinado a más de 20.000 civiles, aunque según otros solo fueron unos 1.816 asesinatos.

El Harvard Crimson dijo que a pesar de las críticas por el supuesto baño de sangre de Cuba, los tribunales habían absuelto a decenas de presuntos criminales de guerra. El mismo mes en que Sosa fue ejecutado, 24 sospechosos fueron absueltos en Santiago de Cuba. Casi 50 más fueron absueltos en Matanzas. Herbert Matthews, un reportero de The New York Times que consiguió una entrevista exclusiva con Castro en 1957, calificó la cobertura de las ejecuciones como la peor que había visto en toda su carrera.
"En todos mis 36 años de trabajo periodístico, nunca he visto un trabajo periodístico peor que la cobertura de la revolución cubana durante las últimas tres semanas. Lo único que se veía en la mayoría de los periódicos era a cuántas personas fusiló Castro. La imagen real de un país bajo la brutal dictadura de Batista no quedó claro".
Después del juicio de Sosa, otros juicios y ejecuciones dejaron de transmitirse en vivo.

## En la cultura popular
- Gabriel García Márquez asistió al juicio y ejecución y utilizó el incidente como base para su novela de 1975, El otoño del patriarca.[13]
- En la novela Télex desde Cuba, de Rachel Kushner de 2008, se describe a Sosa Blanco como condenado y encarcelado por asesinar a su esposa, su suegra y su cuñada antes de que Fulgencio Batista lo liberara para ayudar a establecer la Guardia Rural.